# C.D. Guadalupano
Club Deportivo Guadalupano es un equipo de fútbol profesional salvadoreño que militó en la Liga de Ascenso de El Salvador, con sede en Nueva Guadalupe, municipio de San Miguel, actualmente pertenece a la Liga Mayor de Fútbol Aficionado de dicho país.

## Historia
El equipo fue fundado en el año 2012, por medio de un acuerdo entre los miembros dirigentes del equipo Club Deportivo Vista Hermosa que recién había descendido a la Segunda División en dicha temporada, y él señor Francisco Benavides, alcalde de la municipalidad migueleña, que mostró interés en adquirir la plaza del mencionado equipo y hacer resurgir al otrora equipo de la localidad en la década de los 80's que se denominaba de igual manera. La categoría en cuestión había sido puesta a la “venta” manifestando que no era posible para ellos mantener económicamente al equipo “correcaminos” en la categoría de plata; Y unido también a esto, una serie investigaciones judiciales donde encontraron problemas legales que envolvieron a varios de sus dirigentes, que trajeron por consecuencia su posterior desaparición del mapa futbolístico nacional.
Tras el acuerdo de traspaso paso a llamarse Club Deportivo Vista Hermosa - Guadalupano, por motivos administrativos de la Segunda División, debido a que aún no se había llegado a un acuerdo de compra total, fusionándose así los nombres de ambos clubes.
Durante la disputa de su primer torneo, el Apertura 2012, el plantel finalizó último de la clasificación con sólo nueve puntos en el grupo B. Los siguientes tres torneos tampoco fueron muy positivos, ya que siempre se mantuvo en la zona baja de la tabla de clasificación. En el siguiente torneo, se aprueba su personería jurídica y es oficialmente inscrito como Club Deportivo Guadalupano, enfrentando el Torneo Clausura 2013 de forma independiente y bajo opción de compra total en los derechos de categoría.
El cuadro “Rojo” estuvo a punto de descender a Tercera División en el cierre del Torneo Clausura 2013, pero gracias a una buena administración dentro de la gerencia del club, lograron el objetivo de mantener la categoría, sufriendo hasta las últimas fechas del campeonato.

### Apertura 2014
El equipo logra conquistar de manera sorpresiva el título de campeón de Segunda División, que otorga medio boleto para ascender a primera, tras vencer en al cuadro de Marte–Soyapango en una final de dos partidos ida y vuelta, la primera disputada en el Estadio Cuscatlán donde empataron 1-1, y en la final de vuelta disputada el 30 de diciembre de ese año, en el Estadio Municipal de Nueva Guadalupe con marcador de 3-1, agenciándose la primera corona de su haber.

### Declive, Desaparición y Reorganización
Para el Torneo Clausura 2015, se ve relegado por disputar el bicampeonato y sumido en problemas internos en su administración, con lo cual debió enfrentar al campeón vigente Real Destroyer Fútbol Club, en dos partidos ida y vuelta por el ascenso directo a Primera División, sin embargo los portuarios ganan la serie (3-0 ida) y (2-0  vuelta) respectivamente con global de 3-2, esto aunado a la crisis en su junta directiva ocasiona que el club desaparezca como tal del mapa deportivo nacional, esto duro un año, ya que posteriormente en julio del 2016 el club vuelve a organizarse y mediante la adquisición de una plaza en Tercera División, disputarían el Torneo Apertura de ese año.
Posteriormente al no recibir apoyo económico suficiente el equipo desaparece en 2018 [cita requerida], y reaparece en 2019 inscribiéndose en la Liga Mayor de Fútbol Aficionado Primera Categoría donde permanecen vigentes.

## Jugadores notables
- José Elíseo Salamanca
- Dyron Toledo
- Eduardo Vigil

## Entrenadores anteriores
- Eraldo Correia (-junio de 2013)
- Carlos Romero (-mayo de 2014)
- Omar Sevilla (junio de 2014 - junio de 2015)